# 民族大街站
民族大街站是一座布拉格地铁B线的地铁站。此站站名背景是附近的民族大街。